# Bursera martae
Bursera martae är en tvåhjärtbladig växtart som beskrevs av J.Jimenez Ram. & Cruz Durán. Bursera martae ingår i släktet Bursera och familjen Burseraceae. Inga underarter finns listade i Catalogue of Life.